# Lompolojärvi (sjö, lat 68,08, long 24,82)
Lompolojärvi är en sjö i Finland. Den ligger i kommunen Kittilä i landskapet Lappland, i den norra delen av landet, 900 km norr om huvudstaden Helsingfors. Lompolojärvi ligger 231,3 meter över havet. Arean är 78,3 hektar och strandlinjen är 6,09 kilometer lång. Sjön  ingår i Kemi älvs huvudavrinningsområde.   
I övrigt finns följande vid Lompolojärvi:
- Heinijärvi (en sjö)
- Syväjärvi (en sjö)